# Terminal Rodoviário de Belém do Pará
O Terminal Rodoviário de Belém é um terminal rodoviário localizado na cidade de mesmo nome, no estado do Pará. Considerado o maior do estado, é utilizado para o transporte intermunicipal e interestadual de passageiros diariamente. Durante o período de férias escolares e fim de ano, os destinos mais procurados no terminal são os balneários no interior do estado como Mosqueiro, Cametá, Bragança e outras cidades da região nordeste,sudoeste e sudeste do Pará, além de outros destinos fora do estado como São Luis, Palmas, Fortaleza, Goiânia, etc.

## Localização
O terminal está situado anexo a Praça do Operário e de frente para o Memorial Magalhães Barata e a Estação São Brás do BRT, no bairro de mesmo nome. O hall de entrada dos passageiros se dá pela Avenida Almirante barroso, enquanto que os ônibus rodoviários e as vans intermunicipais entram pela parte de trás do terminal através da Avenida Ceará e saem pela lateral do terminal através da Avenida Cipriano Santos rumo aos seus destinos.

## História
Em 26 de Dezembro de 1964 foi decretada a desativação e erradicação da Estrada de Ferro de Bragança (conhecida também como Belém-Bragança) por ordem do Governo Militar da época, que a considerava como ''antieconômica''. Com isso, a antiga Estação Ferroviária de São Braz foi totalmente demolida. No local iniciou-se a construção do Terminal Rodoviário Engenheiro Hildegardo Silva Nunes,inaugurado no início da Década de 1970, tendo como objetivo inicial melhorar o escoamento da produção agrícola e de ligar a capital Belém-PA a cidade de São Luís-MA. Com o passar dos anos com a abertura de novas rodovias federais como BR-010, BR-316,e estaduais como PA-391,PA-483,PA-150, possibilitou-se a ligação a outras cidades como, Benevides, Santa Bárbara do Pará, Marabá, entre outras, ocorrendo assim aumento no número de passageiros e consequentemente novas linhas passaram a integrar o terminal ao longo do tempo. Entre os anos 70 até o início dos anos 2000 o terminal era administrado pela extinta FTERPA - Fundação dos Terminais Rodoviários do Estado do Pará,no ano de 2001 através do Contrato de Concessão de Uso a empresa privada SINART - Sociedade Nacional de Apoio Rodoviário e Turístico Ltda ganhou o direito de exploração do terminal rodoviário com vigência de vinte anos (2001-2021). Com a publicação de uma lei estadual em 2003,a FTERPA foi extinta,dando lugar a ARCON - Agência de Regulação e Controle de Serviços Públicos do Estado do Pará, órgão público do governo do estado que ficou responsável pelo acompanhamento e fiscalização do contrato do terminal rodoviário.

## Estrutura
O terminal tem 18.000 m² de área total, sendo 6.200 m² de área construída e conta com mais variados serviços. Possui em sua estrutura também diversos estabelecimentos comerciais como Farmácia, Lojas, Restaurantes, etc.